# Miłosna szkoła przetrwania
Miłosna szkoła przetrwania (Tough Love, 2009) – amerykański program typu reality show, wyprodukowany przez stację VH1. Pomysłodawcą show jest Steven Ward, pewny siebie ekspert w dziedzinie randek oraz jego matka Joann Ward. 

## Opis fabuły
8 dziewczyn zostaje zamkniętych w jednym domu na czas trwania programu aby Steven Ward mógł zmienić podejście tych kobiet do randkowania. Uczy je jak mają się zachowywać, co mówi żeby randka się udała a po pewnym czasie by znalazła swoją miłość. Oprócz wskazówek Steven ujawnia prawdę o tym, co faceci naprawdę myślą o randkach i kobietach.
W każdym odcinku dziewczyny wykonują określone zadania, egzaminy mające na celu wyeliminowanie złych nawyków czy ruchów. 

## Uczestniczki
Kobiety uczestniczące w "Miłosnej szkoły przetrwania" są zdesperowanymi singielkami, które nie potrafią zrozumieć dlaczego nie potrafią znaleźć kogoś na stałe. Są wśród nich typowe archetypy samotnych kobiet: romantyczka usilnie poszukująca męża, silna, dojrzała indywidualistka czy imprezowa dziewczyna bez zahamowań.

### Seria I
- Abiola Abrams 32 lata
- Jody Green 39 lat
- Stasha Kravljanac 33 lata
- Natasha Malinsky 28 lat
- Arian Mayer 27 lat
- Taylor Royce 26 lat
- Jessa Faye Settles 24 lata
- Jacklyn Watkins 22 lata

## Spis odcinków
| Premiera odcinka | N/o | Polski tytuł                    | Angielski tytuł                        |
| ---------------- | --- | ------------------------------- | -------------------------------------- |
|                  |     |                                 |                                        |
| SERIA PIERWSZA   |     |                                 |                                        |
|                  |     |                                 |                                        |
| 14.12.2009       | 01  | Co myślą mężczyźni              | What Men Really Think                  |
|                  |     |                                 |                                        |
| 21.12.2009       | 02  | Czerwone flagi i białe kłamstwa | Red Flags and White Lies               |
|                  |     |                                 |                                        |
| 28.12.2009       | 03  | Seks i męski umysł              | Sex and the Male Brain                 |
|                  |     |                                 |                                        |
| 05.01.2010       | 04  | Męska przyjaźń                  | Friends Don't Let Friends Date Bitches |
|                  |     |                                 |                                        |
| 12.01.2010       | 05  | Pieniądze i seks                | Dollars and Sex                        |
|                  |     |                                 |                                        |
| 19.01.2010       | 06  | Brudne sekrety                  | Dirty Little Secrets                   |
|                  |     |                                 |                                        |
| 26.01.2010       | 07  | Powrót byłych                   | Return of the Exes                     |
|                  |     |                                 |                                        |
| 02.02.2010       | 08  | Nowe początki                   | Season Finale                          |
|                  |     |                                 |                                        |
| SERIA DRUGA      |     |                                 |                                        |
|                  |     |                                 |                                        |
|                  | 09  |                                 | Episode 1                              |
|                  |     |                                 |                                        |
|                  | 10  |                                 | Episode 2                              |
|                  |     |                                 |                                        |
|                  | 11  |                                 | Episode 3                              |
|                  |     |                                 |                                        |
|                  | 12  |                                 | Episode 4                              |
|                  |     |                                 |                                        |
|                  | 13  |                                 | Episode 5                              |
|                  |     |                                 |                                        |
|                  | 14  |                                 | Episode 6                              |
|                  |     |                                 |                                        |